# GibbsCAM

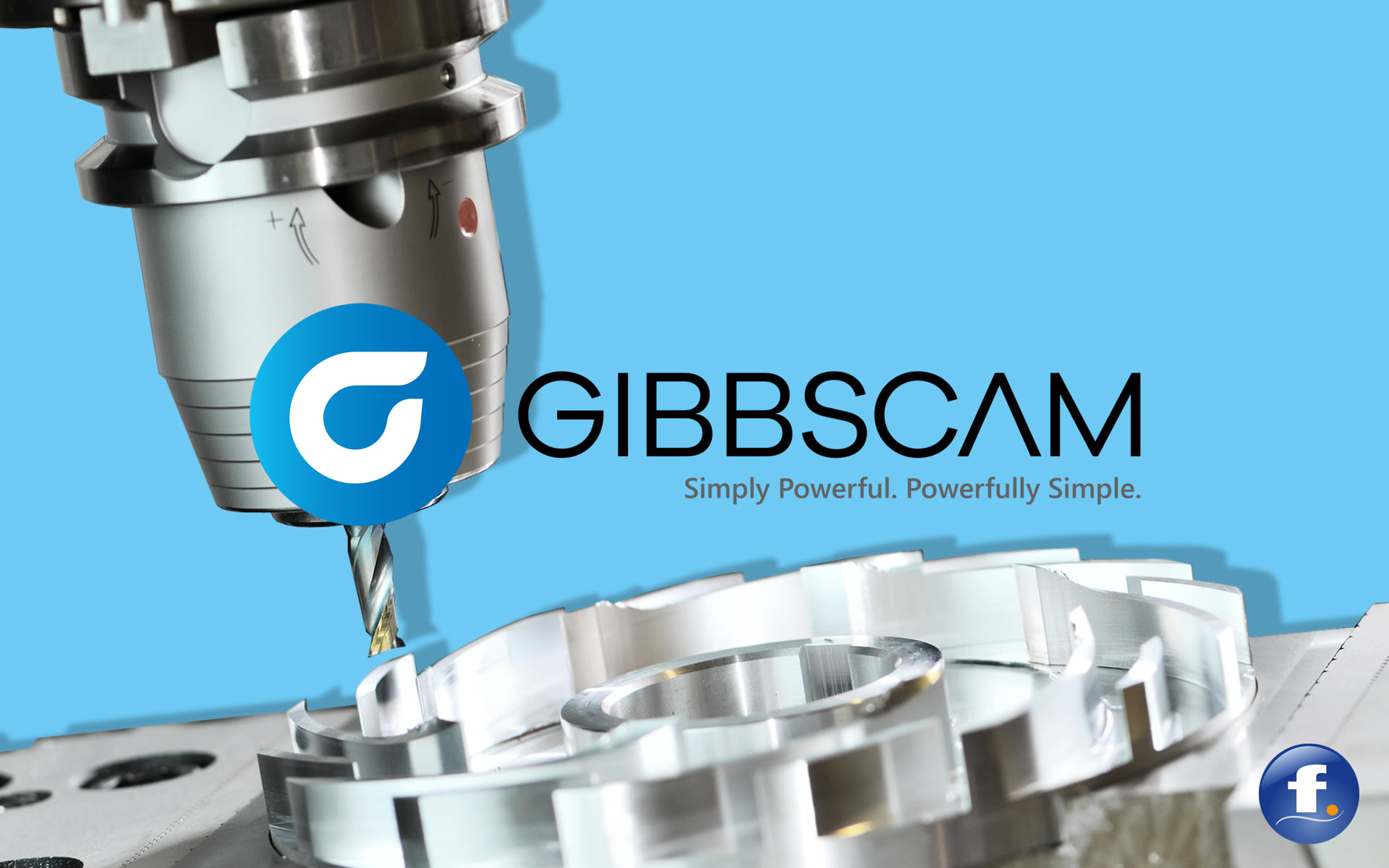
GibbsCAM - Powerfully Simple, Simply powerful

## CAM program
GibbsCAM är ett integrerat CAD och CAM program för programmering av CNC-maskiner inom områdena fräsning, svarvning och trådgnist.

## Information
Första utgåvan av programmet lanserades 1984 för Macintosh plattformen. Sedan 1996 utvecklas programvaran enbart för Windows plattformen. GibbsCAM programvara finns översatt till 20 språk och representeras i de flesta länder i världen.
GibbsCAM består av ett antal baspaket och därtill ett antal påbyggnadsmoduler. Detta gör att användaren kan starta med ett enklare CAM program för att sedan bygga på med fler moduler vartefter behovet förändras, eller nya maskiner införskaffas.

## Kompatibilitet CNC maskiner
Programmet stöder alla typer av maskiner inom segmentet skärande bearbetning, inklusive Svarvar och Fräsar med 2 till 7 axlar, Millturn svarvar med drivna verktyg, MTM svarvar med flera spindlar och flera verktygsbärare samt Längdsvarvar (Swiss).
För att säkerställa bästa funktionalitet i postprocessorer / maskinapplikationer, samarbetar GibbsCAM med de flesta ledande maskintillverkarna såsom Mazak, Okuma, Doosan, Citizen, Miyano, Haas, Hurco, Hyundai Wia, Index, Traub, Tornos, Star, Brother, Matsuura, GF+, Spinner, MAS, Quaser, Muratec, OKK, Goodway, Bridgeport, Hardinge, Trevisan, Tsugami, DMG Mori, Nakamura med flera. Systemet stöder alla välkända styrsystem inklusive Fanuc, Heidenhain, Siemens, Hurco, Haas, Mitsubishi, med flera.

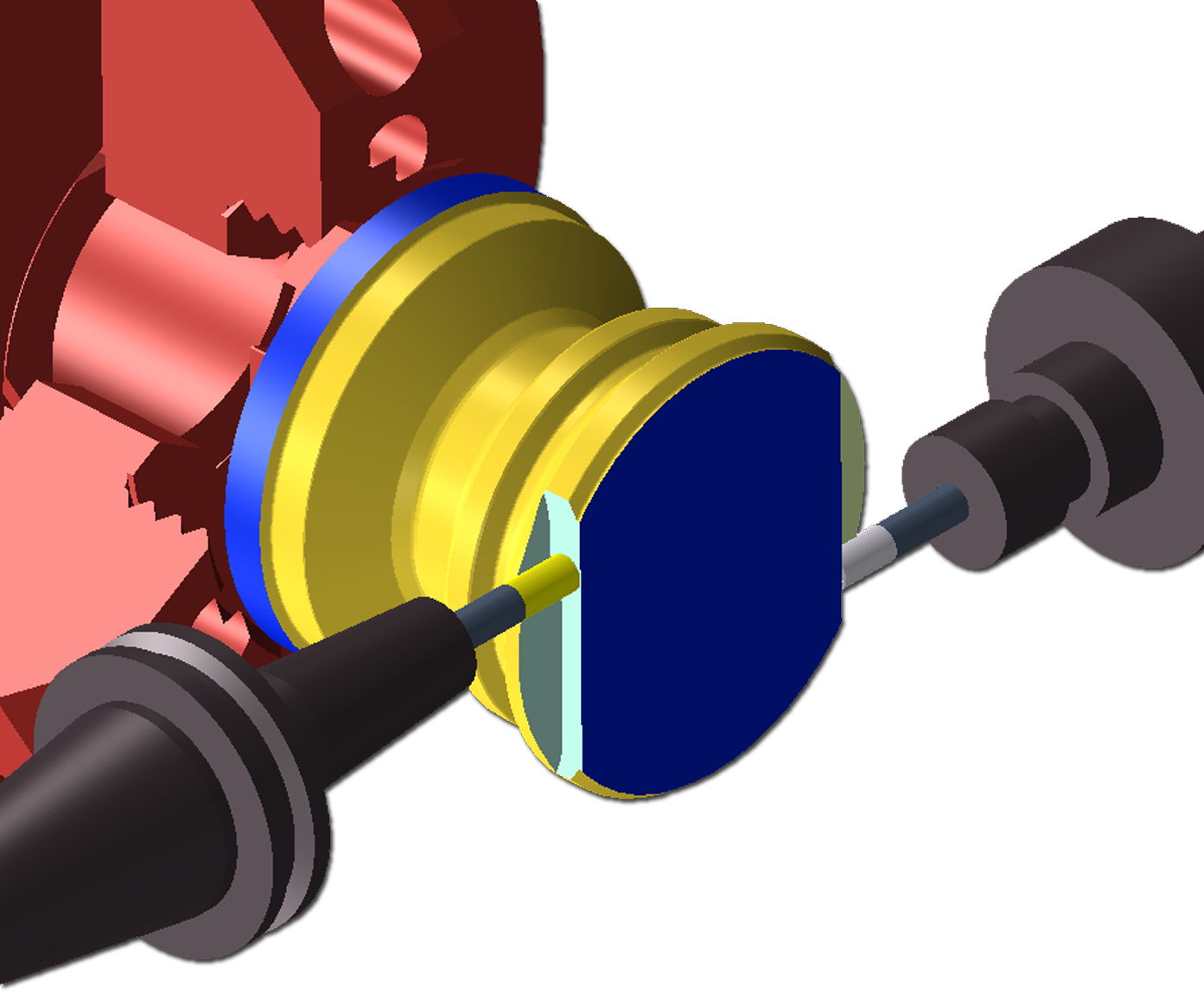
GibbsCAM - synkron fräsning i svarv

## Kompatibilitet CAD program
Programmet har egen inbyggd CAD del för skapande och redigering av 2D geometrier samt 3D solid- och ytmodeller. I CAD delen finns specifika funktioner för att produktionsanpassa ritningar och 3D modeller. GibbsCAM är kompatibelt med alla ledande CAD program och kan läsa in filer dels via direktformat och via neutralformat. Bland direktformaten finns bland annat läsare för SolidWorks, Inventor, SolidEdge, Catia, NX och PTC-Creo. Via neutralformat såsom DXF, DWG, IGES, STEP, PARASOLID, SAT, STL och VDA kan CAD ritningar läsas in från de flesta på marknaden förekommande CAD system.

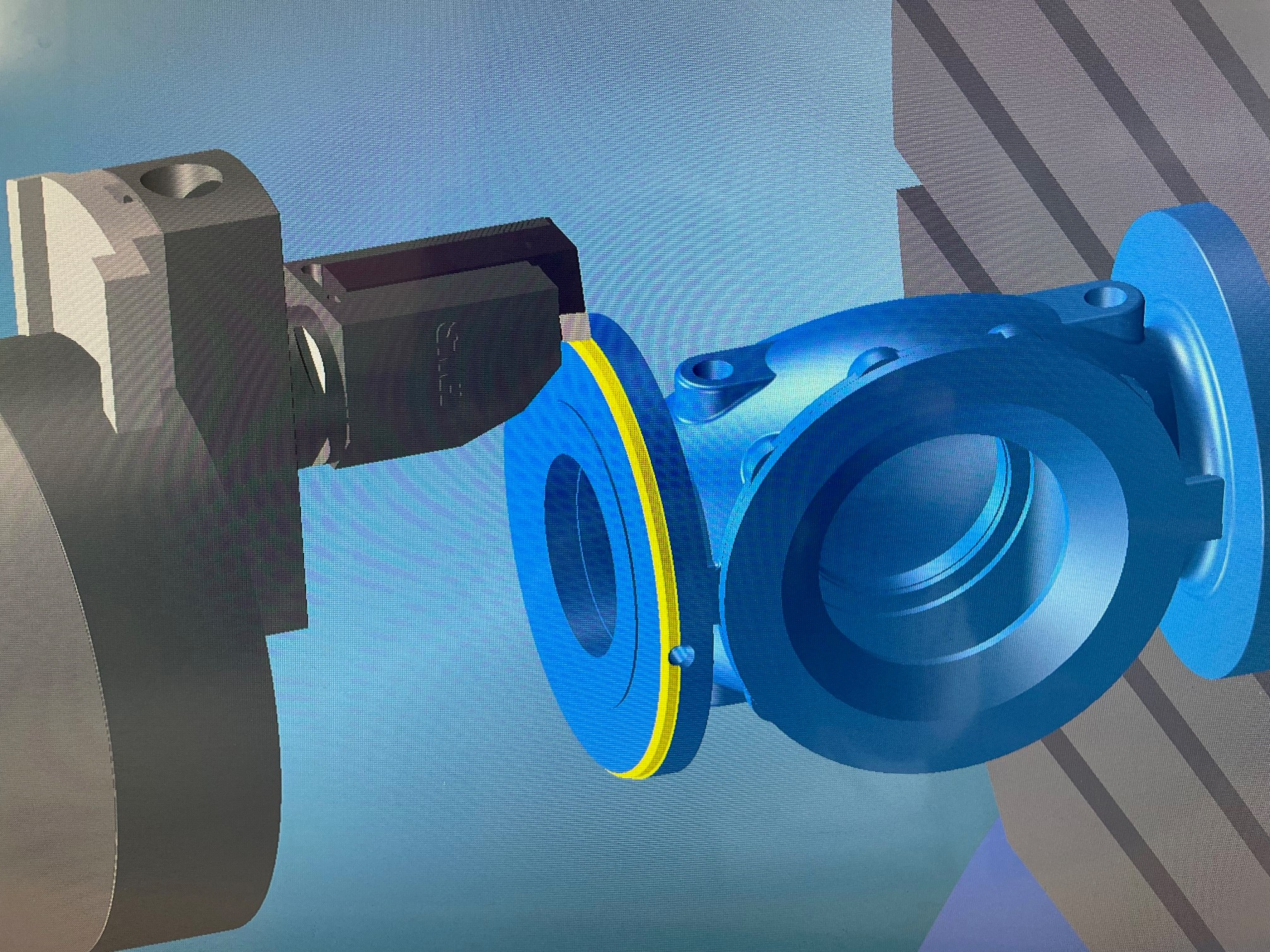
GibbsCAM - bearbetning med U axel